# 乌沙镇 (兴义市)
乌沙镇，是中华人民共和国贵州省黔西南布依族苗族自治州兴义市下辖的一个乡镇级行政单位。

## 行政区划
乌沙镇下辖以下地区：
乌沙村、牛膀子村、纳姑村、窑上村、磨舍村、抹角村、普梯村、大兴寨村和岔江村。